# Championnats du monde de VTT et de trial 2001
Navigation
Sierra Nevada 2000 Kaprun 2002
Les championnats du monde de VTT et de trial 2001 se sont déroulés à Vail et Beaver Creek aux États-Unis du 12 au 16 septembre 2001. C'est la première édition des championnats du monde comprenant  l'épreuve de vélo trial féminin. En VTT, l'épreuve de dual slalom se déroule pour la deuxième et dernière fois, elle est remplacée en 2002 par l'épreuve de four-cross.

## Médaillés

### Cross-country
| Épreuves                                    | Or                                                            | Or              | Argent                                                     | Argent       | Bronze                                                                    | Bronze       |
| ------------------------------------------- | ------------------------------------------------------------- | --------------- | ---------------------------------------------------------- | ------------ | ------------------------------------------------------------------------- | ------------ |
| Hommes, élites résultats détaillés          | Roland Green                                                  | 1 h 58 min 52 s | Thomas Frischknecht                                        | + 44 s       | Christoph Sauser                                                          | + 50 s       |
| Femmes, élites résultats détaillés          | Alison Dunlap                                                 | 1 h 51 min 28 s | Alison Sydor                                               | + 12 s       | Sabine Spitz                                                              | + 50 s       |
| Hommes, moins de 23 ans résultats détaillés | Julien Absalon                                                | 1 h 59 min 09 s | Ryder Hesjedal                                             | + 1 min 38 s | Walker Ferguson                                                           | + 2 min 47 s |
| Hommes, juniors résultats détaillés         | Iñaki Lejarreta                                               | 1 h 33 min 35 s | Lars Petter Nordhaug                                       | + 2 min 14 s | Trent Lowe                                                                | + 2 min 31 s |
| Femmes, juniors résultats détaillés         | Nicole Cooke                                                  | 1 h 11 min 46 s | Maja Włoszczowska                                          | + 6 s        | Julie Pesenti                                                             | + 26 s       |
| Relais mixte résultats détaillés            | Canada Ryder Hesjedal Roland Green Adam Coates Chrissy Redden | 1 h 35 min 13 s | Australie Sid Taberlay Mary Grigson Trent Lowe Cadel Evans | + 26 s       | Espagne José Antonio Hermida Carlos Coloma Iñaki Lejarreta Janet Puiggròs | + 50 s       |

### Descente
| Épreuves                            | Or                     | Or           | Argent           | Argent   | Bronze        | Bronze   |
| ----------------------------------- | ---------------------- | ------------ | ---------------- | -------- | ------------- | -------- |
| Hommes, élites résultats détaillés  | Nicolas Vouilloz       | 3 min 35.2 s | Steve Peat       | + 2.35 s | Greg Minnaar  | + 2.64 s |
| Femmes, élites résultats détaillés  | Anne-Caroline Chausson | 4 min 10.4 s | Fionn Griffiths  | + 4.28 s | Leigh Donovan | + 4.71 s |
| Hommes, juniors résultats détaillés | Benjamin Cory          | 3 min 48.2 s | Julien Camellini | + 1.39 s | Samuel Hill   | + 4.8 s  |
| Femmes, juniors résultats détaillés | Mio Suemasa            | 4 min 30.3 s | Céline Gros      | + 1.63 s | Helen Gaskell | + 6.68 s |

### Dual slalom
| Épreuves                   | Or                     | Argent         | Bronze      |
| -------------------------- | ---------------------- | -------------- | ----------- |
| Hommes résultats détaillés | Brian Lopes            | Cédric Gracia  | Wade Bootes |
| Femmes résultats détaillés | Anne-Caroline Chausson | Katrina Miller | Tara Llanes |

### Trial
| Épreuves                                      | Or               | Or | Argent          | Argent | Bronze         | Bronze |
| --------------------------------------------- | ---------------- | -- | --------------- | ------ | -------------- | ------ |
| Hommes 26 pouces résultats détaillés          | Marc Caisso      |    | Daniel Comas    |        | Bruno Arnold   |        |
| Hommes 20 pouces résultats détaillés          | Rafal Kumorowski |    | Marco Hösel     |        | Benito Ros     |        |
| Femmes résultats détaillés                    | Karin Moor       |    | Floriane Combe  |        | Céline Walther |        |
| Hommes, juniors 26 pouces résultats détaillés | Vincent Hermance |    | Thomas Oehler   |        | Kenny Belaey   |        |
| Hommes, juniors 20 pouces résultats détaillés | Kenny Belaey     |    | Simon Billmaier |        | Stefan Moor    |        |
| Par équipes, 26 pouces                        | France           |    | Espagne         |        | Pologne        |        |
| Par équipes, 20 pouces                        | Espagne          |    | Allemagne       |        | Pologne        |        |